# Mistyka kobiecości
Mistyka kobiecości (ang. The Feminine Mystique) – książka z gatunku literatury faktu, zbiór esejów. Oryginał został wydany w 1963 roku, jego autorką jest Betty Friedan. Książkę tę uznaje się za początek drugiej fali feminizmu. W Polsce ukazała się ona w 2012 roku nakładem warszawskiego Wydawnictwa Czarna Owca. Jej przekładu na język polski dokonała Agnieszka Grzybek.

## Tło i historia
W 1957 roku (w piętnastą rocznicę ukończenia szkoły) Friedan przeprowadziła ankietę wśród absolwentek swojej macierzystej uczelni – Smith College. Ankieta miała na celu sprawdzenie, jak potoczyło się życie jej koleżanek. Wyniki badań miały zostać opublikowane pierwotnie nie w formie książki, a artykułu w kolejnym numerze kobiecego czasopisma. Okazały się jednak tak szokujące, iż żadna gazeta nie chciała ich opublikować.

## Streszczenie
Książka powstawała 6 lat. W tym czasie Friedan przeprowadziła rozmowy z wieloma kobietami, które początkowo nie potrafiły nazwać frapującego je problemu. Wynikało to z faktu, iż na pozór wiodły one szczęśliwe życie – miały swoje rodziny, mężów, dzieci, spełniały się w roli gospodyń domowych. Mimo to jednak czuły się nieszczęśliwe. Autorka podjęła się więc próby nazwania tego problemu:

Na czym w takim razie polegał ów nienazwany problem? Jakimi słowami kobiety próbowały go opisać? Czasami jakaś kobieta mówiła: „Czuję się w jakimś sensie pusta… niespełniona” albo: „Czuję się, jakbym w ogóle nie istniała”. Niektóre próbowały zapomnieć o udręce, sięgając po środki uspokajające. Czasami myślały, że problem dotyczy męża lub dzieci, albo że właściwie wystarczy tylko zmienić umeblowanie w domu, przeprowadzić się do lepszej dzielnicy, znaleźć sobie kochanka lub urodzić jeszcze jedno dziecko. Czasami szły do lekarza z objawami, których nie potrafiły opisać: „Czuję się zmęczona… potwornie złoszczę się na dzieci, złoszczę się tak bardzo, że aż mnie to przeraża… Czuję, że zaraz się rozpłaczę bez żadnego powodu”. (Pewien lekarz z Cleveland nazwał to „syndromem gospodyni domowej”.)

Książka składa się z czternastu rozdziałów. W pierwszym z nich Friedan wskazuje, że w latach 50. XX wieku średni wiek zawierania małżeństw spadał, zmniejszył się odsetek kobiet uczęszczających do college’u, wzrosła zaś liczba urodzeń dzieci. Utrzymywał się powszechny trend kobiet nieszczęśliwych, mimo iż kultura amerykańska nakazywała, aby spełniały się one zarówno w roli żon, jak i gospodyń domowych. Chociaż kobiety zdawały sobie sprawę z tego nieszczęścia i dzieliły się nim, w latach pięćdziesiątych błędnie interpretowały go jako problem indywidualny i rzadko rozmawiały o nim z innymi kobietami. Jak zauważa Friedan, „częścią tego dziwnego problemu jest to, że nie można go rozumieć w kategoriach odwiecznych problemów materialnych mężczyzny: ubóstwa, choroby, głodu, zimna”. Ten rozdział kończy się stwierdzeniem: „Nie możemy dłużej ignorować tego głosu kobiet, który mówi: Chcę mieć coś więcej niż tylko męża, dzieci i własny dom”.
Kolejny rozdział autorka rozpoczyna stwierdzeniem, w myśl którego decyzje redakcyjne dotyczące ówczesnych czasopism dla kobiet podejmowane były głównie przez mężczyzn. Nalegali oni, by na ich łamach ukazywały się opowieści i artykuły, które pokazywały kobiety jako szczęśliwe gospodynie domowe lub nieszczęśliwe karierowiczki, tworząc w ten sposób „kobiecą mistykę” – ideę głoszącą, że kobiety w naturalny sposób mogą spełniać się jedynie poświęcając swoje życie prowadzeniu gospodarstwa domowego i byciu matkami. Friedan stwierdza ponadto, że stoi to w sprzeczności z poglądami głoszonymi w latach trzydziestych, kiedy to w czasopismach kobiecych często pojawiały się pewne siebie i niezależne bohaterki. Wiele z nich odnosiło sukcesy w karierze zawodowej.
Trzeci rozdział poświęcony jest wspomnieniom Betty, która podjęła decyzję o rezygnacji z obiecującej kariery w psychologii i zajęła się wychowywaniem dzieci. Dostosowała się tym samym do oczekiwań społeczeństwa i pokazała, że inne młode kobiety również musiały stanąć przed podobnym wyborem. Wiele kobiet przedwcześnie porzucało edukację w szkołach aby wyjść za mąż z obawy przed tym, że jeśli będą czekać zbyt długo lub będą zbyt wykształcone, nie będą w stanie znaleźć męża. Friedan pod koniec rozdziału analizuje rozważania teoretyków, którzy z jednej strony dyskutują o tym, że mężczyźni muszą odnaleźć swoją tożsamość, z drugiej zaś oczekują od kobiet autonomii. Stwierdza ona: „Anatomia jest przeznaczeniem kobiety, powiedzmy teorią kobiecości; tożsamość kobiety jest określana przez jej biologię”. Friedan dalej twierdzi, że problemem są kobiety, które potrzebują dojrzałości i odnalezienia swojej ludzkiej tożsamości. Twierdzi ona: „W sensie, który wykracza poza życie każdej kobiety, myślę, że jest to kryzys kobiet dorastających – punkt zwrotny od niedojrzałości, która została nazwana kobiecością, do pełnej tożsamości ludzkiej”.
Następny rozdział to omówienie przez autorkę wczesnoamerykańskich feministek i tego, jak walczyły one ze stereotypem, że właściwą rolą kobiety jest bycie tylko i wyłącznie żoną i matką. Zauważa, że zapewniły one kobietom ważne prawa, w tym prawo do edukacji, prawo do kontynuowania kariery zawodowej i prawo do głosowania.